# Антонов, Борис Александрович
Бори́с Алекса́ндрович Анто́нов — советский звукооператор. Член Союза кинематографистов СССР.

## Биография
Согласно имеющимся данным, первой самостоятельной работой Бориса Антонова в качестве звукооператора стал фильм «Друзья встречаются вновь», поставленный Камилем Ярматовым на Сталинабадской студии художественных фильмов (с 1961 года — киностудия «Таджикфильм»).
О работе в годы Великой Отечественной войны и вплоть до 1953 года пока ничего не известно.
С 1953 года — штатный звукооператор киностудии «Ленфильм». В этом же году будет приглашён звукооператором с советской стороны на совместный с (НРБ) фильм Сергея Васильева «Герои Шипки».
В дальнейшем Борис Антонов сотрудничал с такими известными режиссёрами-постановщиками, как Адольф Бергункер «Рядом с нами» (1957) и «Отцы и дети» (1958), Николай Розанцев «Человек с будущим» (1960) и «Развязка» (1969), Геннадий Казанский «Грешный ангел» (1962), Георгий Натансон «Всё остаётся людям» (1963), Григорий Аронов и Алексей Герман-ст. «Седьмой спутник» (1967).

## Фильмография
- 1939 — Друзья встречаются вновь  (Режиссёр-постановщик: Камил Ярматов)
- 1954 — Герои Шипки  (СССР/НРБ) (совместно с  Александром Бабием, К. Шоповым) (Режиссёр-постановщик: Сергей Васильев)
- 1957 — Его время придёт  (Режиссёр-постановщик: Мажит Бегалин)
- 1957 — Рядом с нами  (Режиссёр-постановщик: Адольф Бергункер)
- 1958 — Отцы и дети  (Режиссёры-постановщики: Адольф Бергункер, Наталья Рашевская)
- 1959 — Достигаев и другие  (Режиссёры-постановщики: Юрий Музыкант, Наталья Рашевская)
- 1960 — Человек с будущим  (Режиссёр-постановщик: Николай Розанцев)
- 1962 — Грешный ангел  (Режиссёр-постановщик: Геннадий Казанский)
- 1962 — Серый волк  (Режиссёр-постановщик: Тамара Родионова)
- 1963 — Всё остаётся людям  (Режиссёр-постановщик: Георгий Натансон)
- 1964 — Возвращённая музыка  (Режиссёр-постановщик: Виталий Аксёнов)
- 1966 — Три толстяка  (Режиссёры-постановщики: Алексей Баталов, Иосиф Шапиро)
- 1967 — Седьмой спутник  (Режиссёры-постановщики: Григорий Аронов, Алексей Герман-ст.)
- 1969 — Развязка  (Режиссёр-постановщик: Николай Розанцев)
- 1973 — Игра  (ТВ) (Режиссёр-постановщик: Леонид Макарычев)
- 1974 — Пятёрка за лето  (Режиссёр-постановщик: Леонид Макарычев)
- 1976 — Дикий Гаврила  (Режиссёр-постановщик: Леонид Макарычев)
- 1978 — Киноальманах «Завьяловские чудики». Новелла «Версия»  (Режиссёр-постановщик: Валерий Гурьянов)

## Дубляж
Фильмы указаны по годам, когда они были дублированы на русский язык.
- 1959 — Госпожа министерша  (Режиссёр-постановщик: Жорж Скригин) (Югославия)
- 1959 — Парни из нашей деревни  (Режиссёр-постановщик: Су Ли) (Китай)
- 1960 — Принцесса с Золотой звездой  (Режиссёр-постановщик: Мартин Фрич) (ЧССР)
- 1960 — Рапсодия  (Режиссёр-постановщик: Чарльз Видор) (США)
- 1961 — Богатырь  (Режиссёр-постановщик: Милош Маковец) (ЧССР)
- 1961 — Весна в людях  (Режиссёр-постановщик: Сан Ху) (Китай)
- 1961 — Друг песни  (Режиссёры-постановщики: Юлий Фогельман, Реет Касесалу) («Таллинфильм»)
- 1965 — Марш! Марш! Тра-та-та!  (Режиссёр-постановщик: Раймондас Вабалас) (Литовская киностудия)
- 1966 — Воспоминания детства  (Режиссёр-постановщик: Элизабета Бостан) (Румыния)
- 1967 — Колокол Саята  (Режиссёр-постановщик: Юлдаш Агзамов) («Узбекфильм»)
- 1967 — На глухом хуторе  (Режиссёр-постановщик: Илья Рудас) (Литовская киностудия)
- 1967 — Письма с острова чудаков  (Режиссёр-постановщик: Юри Мююр) («Таллинфильм»)
- 1967 — У каждого своя дорога  (Режиссёр-постановщик: Марк Ковалёв) («Киргизфильм»)
- 1968 — Часы капитана Энрико  (Режиссёр-постановщик: Эрик Лацис, Янис Стрейч) (Рижская киностудия)
- 1969 — Завещание турецкого аги  (Режиссёр-постановщик: Ева Журж) (Венгрия)
- 1969 — Свобода или смерть  (Режиссёр-постановщик: Никола Корабов) (Болгария)
- 1970 — Всего на один месяц  (Режиссёр-постановщик: Георге Витанидис) (Румыния)
- 1970 — Мальчишки острова Ливов  (Режиссёр-постановщик: Эрик Лацис, Янис Стрейч) (Рижская киностудия)
- 1970 — Похищенный  (Режиссёр-постановщик: Хорст Зееман) (ГДР)
- 1970 — Прожигатели жизни  (Режиссёр-постановщик: Зденек Подскальский) (ЧССР)
- 1970 — Том Джонс  (Режиссёр-постановщик: Тони Ричардсон) (Великобритания)
- 1971 — Война птиц и зверей  (Режиссёр-постановщик: Хейно Парс) («Таллинфильм»)
- 1971 — Западня для генерала  (Режиссёр-постановщик: Мики Стаменкович) (Югославия)
- 1971 — Кабриола  (Режиссёр-постановщик: Мел Феррер) (Испания)
- 1971 — Лев зимой  (Режиссёр-постановщик: Антони Харви) (Великобритания)
- 1971 — Майерлинг  (Режиссёр-постановщик: Теренс Янг) (Франция)
- 1971 — Март и его хлеб  (Режиссёр-постановщик: Хейно Парс) («Таллинфильм»)
- 1971 — Меморандум Квиллера  (Режиссёр-постановщик: Майкл Андерсон) (Великобритания)
- 1971 — Снежная мельница  (Режиссёр-постановщик: Хейно Парс) («Таллинфильм»)
- 1972 — Романтичное время  (Режиссёр-постановщик: Станислав Ружевич) (Польша)
- 1972 — Слуги дьявола на чёртовой мельнице  (Режиссёр-постановщик: Александр Лейманис) (Рижская киностудия)
- 1972 — Чёрные ангелы  (Режиссёр-постановщик: Выло Радев) (Болгария)
- 1974 — Ключи города  (Режиссёр-постановщик: Имант Кренберг) (Рижская киностудия)
- 1974 — Нападение на тайную полицию  (Режиссёр-постановщик: Ольгерт Дункерс) (Рижская киностудия)
- 1974 — Три орешка для Золушки  (Режиссёр-постановщик: Вацлав Ворличек) (ГДР/ЧССР)
- 1975 — Амрапали  (Режиссёр-постановщик: Лекх Тандон) (Индия)
- 1975 — Например, Йозеф!  (Режиссёр-постановщик: Эрвин Штранка) (ГДР)
- 1975 — Расколотое небо  (Режиссёр-постановщик: Марионас Гедрис) (Литовская киностудия)
- 1975 — Садуто-туто  (Режиссёр-постановщик: Альмантас Грикявичус) (Литовская киностудия)
- 1975 — Симон Бланко  (Режиссёр-постановщик: Антонио Агилар) (Мексика)
- 1975 — Это началось в Альпах  (Режиссёр-постановщик: Кэнго Фурусава) (Япония)
- 1976 — Димо выбирает судьбу  (Режиссёр-постановщик: Атанас Трайков) (Болгария)
- 1978 — Не покидай меня, Амира  (Режиссёр-постановщик: Хасан аль-Имам) (Египет)